# Литвинский, Борис Анатольевич
Бори́с Анато́льевич Литви́нский (17 апреля 1923, Ташкент — 20 августа 2010, Москва) — советский археолог, доктор исторических наук (1970), исследователь Центральной Азии. Основатель научной школы археологии в Таджикистане; академик АН Республики Таджикистан (1985). Жена — археолог Елена Давидович (1922—2013).

## Биография
Участвовал в боевых действиях на 1-м Белорусском фронте командиром взвода автоматчиков. Прошел путь от Варшавы до Берлина, тяжело ранен на подступах к Берлину. В 1946 году окончил Среднеазиатский госуниверситет (САГУ) по кафедре археологии, до 1948 года преподавал там же. Заместитель директора по науке Института искусствознания в Ташкенте (1949—1950).
В 1950 году защитил кандидатскую диссертацию «Средневековые поселения области Нисы (севернее Копет-Дага) в IX—XV вв.», читал лекции в САГУ и принимал участие в качестве начальника отряда в археологических экспедициях в Узбекистане и Туркмении. В 1951 году переехал в г. Сталинабад (Душанбе), где организовал первое археологическое учреждение — сектор археологии и нумизматики Института истории АН Таджикистана, которым заведовал до 1971 года. В 1969 году защитил докторскую диссертацию «История и культура восточной части Средней Азии от поздней бронзы до раннего средневековья (в свете раскопок памиро-ферганских могильников)» (в четырёх томах).
С 1970-х годов работал в Москве в Институте востоковедения АН СССР. Работал заведующим сектором отдела Советского Востока, затем заведующим сектором отдела Древнего Востока, после чего трудился в качестве главного научного сотрудника (с 2004), с конца 2006 года — консультанта.
Наряду с научными публикациями издал несколько учебников истории Таджикистана для средней и высшей школы, обобщающие труды по истории Центральной Азии (на русском и западных языках) — около 500 монографий, сборников, статей и заметок на русском, таджикском, английском, французском, немецком, итальянском, японском языках. Читал лекции в Гарвардском, Нью-Йоркском, Калифорнийском (Лос-Анджелес и Беркли) университетах и в Метрополитен-музее (США), в Британском музее (Англия), в Сорбонне, Страсбургском университете, музее Гиме (Франция); Боннском, Гейдельбергском, Мюнхенском, Берлинском университетах (Германия); Римском, Неаполитанском университете, Итальянском институте Африки и Азии (Италия) и др. Являлся членом редколлегий и редакционных советов журнала «Восток», «От Скифии до Сибири», «Бюллетень Института Азии» (США), а также многотомной «Encyclopædia Iranica» (США).
Скончался 20 августа 2010 года в Москве.

## Научная деятельность
Литвинский участвовал в Южно-туркменской археологической комплексной экспедиции, возглавляемой М. Е. Массоном. Руководитель работ в пустыне Кайраккум (1954—1956) на памятниках бронзового века, которые дали важный материал для изучения истории носителей индоевропейских языков в Средней Азии.
Вместе с Тамарой Зеймаль автор труда «Буддийский монастырь Аджина-тепа, Таджикистан». Эта книга, посвященная истории и искусству буддизма в регионе Центральная Азия, рассказывает об истории Вахшской долины как части древней страны, называвшейся Бактрией, позже Тохаристаном. Археологические раскопки, которые проводились под руководством авторов этой книги в Аджина-тепе с 1960 по 1975 год, позволили найти буддийский монастырь и, таким образом, изменили сложившиеся взгляды на историю Средней Азии. Материалы среднеазиатских буддийских памятников, с привлечением письменных источников, позволили Литвинскому дать первую реконструкцию истории распространения буддизма в Средней Азии.
Изучал каменные курганные погребения кочевников (т. н. курумов) в Ворухе (Фергана); многолетние экспедиции Литвинского на Восточном Памире позволили подготовить ряд обобщений и базовых публикаций по истории и культуре кочевников этих регионов от позднего бронзового века до раннего Средневековья, особенно сако-массагетского круга культур.
Стал одним из основателей археологической науки в Таджикистане, автор и редактор ряда обобщающих работ по истории Таджикистана и таджиков; ответственный редактор фундаментального 4-томного исследования по истории и культуре Восточного Туркестана. В 1973 году создал и возглавил Южно-таджикскую археологическую экспедицию, исследовавшую памятники многих эпох, в том числе связанные с историей и культурой Кушанского царства (Тепаи-Шах, могильник Туп-Хана), буддизма (Калаи-Кафирниган и др.). Проводил раскопки во всех регионах Таджикской республики, являясь начальником Южно-таджикской археологической экспедиции. Он автор многих учебников, по которым поколения таджиков знакомились с историей своей страны.
Важным вкладом в изучение эллинизма на Востоке стали раскопки Литвинского (совместно с И. Р. Пичикяном) в 1976—1991 годах храма Окса на городище Тахти-Сангин.

## Основные работы
- Кангюйско-сарматский фарн. (К историко-культурным связям племен Южной России и Средней Азии). Душанбе, 1968;
- Outline history of Buddhism in Central Asia. Dushanbe, 1968;
- Аджина-Тепа. Архитектура. Живопись. Скульптура. М., 1971 (с Т. И. Зеймаль);
- Могильники Западной Ферганы. М., 1972—1974. Вып. 1-4;
- Древние кочевники «Крыши мира». М., 1972;
- Эллинистический храм Окса в Бактрии: (Южный Таджикистан). М., 2000—2001. Т. 1-2 (совм. с И. Р. Пичикяном).
- The crossroads of civilizations: A.D. 250 to 750 :  [англ.] / ed. by B. A. Litvinsky ; Zhang Guang-da ; R. Shabani Samghabadi. — Paris : UNESCO Publishing, 1996. — 569 p. — (History of civilizations of Central Asia : in 6 vols. ; vol. III). — ISBN 92-3-103211-9.

## Признание
Действительный член Академии наук Таджикской ССР (с 1978); академик РАЕН (по разделу «археология»). Иностранный член Итальянской Академии Национале деи Линчеи (с 2002), иностранный член-корреспондент Германского археологического института и итальянского Института Африки и Азии. Французская Академия надписей и изящной словесности в 2002 году присудила Б. А. Литвинскому премию Р. Гиршмана, а Президиум РАН в 2006 году — премию им. С. Ф. Ольденбурга. Кавалер ордена «Шараф» Республики Таджикистан (2009).